# Belén Arjona
Belén Arjona García (Madrid, 10 de mayo de 1981), también conocida como Bel Arjona, es una cantautora de pop-rock española. Ha sido nominada a un Grammy Latino. Es licenciada en Historia por la Universidad Complutense de Madrid y MBA en Gestión Cultural por la Universidad de Salamanca.[cita requerida]
En los comienzos de su carrera fue comparada con Avril Lavigne. Aunque la temática de sus canciones sea predominantemente de amor y desamor, también hay un fuerte componente de compromiso y crítica social y político. La influencia de la música de Belén incluye grandes nombres como Janis Joplin, Alanis Morissette, Skunk Anansie, Guano Apes, Ella Fitzgerald, The Prodigy, Garbage, Muse o Alicia Keys.[cita requerida]

## Biografía
Belén Arjonna nació en Madrid el 10 de mayo de 1981. A principios de 2002 fue contratada por Warner Music España, tras una actuación suya en un bar[cita requerida].
En abril de 2003 se publica su primer disco, O te mueves o caducas, producido por Juan Sueiro, con un gran éxito de crítica y público[cita requerida], y del cual se extraen cuatro sencillos durante su vida comercial: O te mueves o caducas, Me voy de fiesta, Si no estás y Sangre en la nevera. La música, con grandes influencias electrónicas, gran fuerza en las guitarras y unas letras de lo más variopintas: amor, desamor, rabia, sexo, política, manipulación mediática, etc, la convierten en el punto de mira de un sector poco explorado hasta la fecha en la música española, aunque también recibiendo muchas críticas negativas comparándola con la cantante canadiense Avril Lavigne.
Tras una extensa gira de conciertos, donde Belén y su banda (Jarka Miller –Guitarra-, Erny –Bajo-, El Negro –teclados y programaciones- e Iñigo Iribarne –Batería-) recorren la geografía española y tras ser teloneros en algunos de los conciertos de los exitosos Maná en su gira de 2003, Warner Music se plantea reeditar el debut de Bel Arjonna en vistas del gran éxito que está obteniendo con la escasa promoción que han realizado del mismo.
Así pues, Bel Arjona graba un concierto en la Sala Caracol de Madrid. Allí, además de realizar un concierto con los temas de O te mueves o caducas, se graban los que serán los nuevos temas para la reedición del disco junto con la grabación audiovisual en DVD del concierto. En julio de ese mismo año, la reedición ve la luz con algún que otro recorte, como la versión del tema de Aerosmith Crying (Y lloré), de la que no se consiguieron los derechos hasta el segundo disco. El disco contiene las canciones originales de O te mueves o caducas junto con dos temas nuevos, una versión del Vivir sin aire de Maná a dúo con su vocalista, Fher Olvera, y otro titulado Que te aguante tu madre. El disco incluye, además, un remix de O te mueves o caducas y una versión en directo del mismo. Además, la reedición incluye un DVD con parte del concierto de la Sala Caracol, los videoclips de los cinco singles, y algunos directos y entrevistas. Vivir sin aire se convierte en el quinto y último single de O te mueves o caducas, y acaba por ser uno de los temas más conocidos de Belén en la actualidad[cita requerida] gracias a la fama de la canción original.
A finales de agosto de 2005, Bel Arjona publica su segundo trabajo, Infinito, producido por Tequila Alejo Stivel. Del disco se extraen tres sencillos: Infinito, No habrá más perdón y Sola otra vez, aunque también incluye colaboraciones como la de Iván Mur del grupo Fábula en el tema Cabaret, y la versión en castellano del tema original de Aerosmith Crying - Y lloré -, que no pudo entrar en la reedición de O te mueves o caducas por problemas en la obtención de los derechos de la canción. El primer sencillo, Infinito, es radiado en las emisoras del país, pero los siguientes sencillos no llegaron a sonar en las radios, aunque los videoclips sí aparecieron en las distintas cadenas televisivas especializadas.
Tras una gira de conciertos, entre los que destaca el directo de la sala Sol el 17 de diciembre de 2005, y del cual recibió elogios por parte de la prensa especializada[cita requerida], Bel Arjona recibe una nominación al Grammy Latino[cita requerida] en la categoría de mejor disco Rock por Infinito que no llegó a ganar. Con todo, Warner Music continuó con su política de no hacer ningún tipo de promoción a Bel Arjona ni su disco tras la nominación, razón por la cual esta decidió dejar la discográfica[cita requerida].
Su tercer álbum de estudio se llamó Alas en mis pies, grabado bajo la producción de Fernando Montesinos, para Tool-Caes y que fue lanzado en febrero de 2008 y con una banda completamente nueva que incluye a John Lanigan y Rubén Villanueva de Ebony Ark en las guitarras, Echedey Molina en la batería y a Juan Carlos Gibaja en el bajo. Mientras tanto, realiza conciertos aislados por la península, especialmente en Madrid, y colabora con artistas y amigos como Efecto Mariposa, Ebony Ark, Skizoo o Síntesis entre otros.Cantó el tema "Te perdí" junto a Iguana Tango, la cual fue el sencillo de lanzamiento del álbum "En vivo y coleando" de la banda madrileña.
En enero de 2009 se anuncia la creación de un grupo nuevo denominado Siete horas donde Belén sería la vocalista del mismo junto a Pablo Domínguez ex-componente de La Quinta Estación, John Lanigan y el guitarrista Álex Bernal. El 13 de marzo de ese mismo año dieron su primer concierto como banda en la famosa sala madrileña Orange (antigua Chesterfield)donde sin discográfica y sin ningún álbum editado consiguieron llenar la sala.
Un año más tarde Siete horas anuncia su separación sin haber llegado a editar ningún disco.
En la actualidad, Belén junto a John Lanigan ha formado el grupo llamado Bel and the boy. Han sacado un EP-Single llamado "Best not to say it" que en su primer día alcanzó el top 10 en los más vendidos de iTunes. El disco saldrá al mercado después del verano.
Tiempo después la pareja decide mudarse a Londres donde se dedican a dar conciertos sin parar. Después de un tiempo, el dúo decide separarse y seguir caminos diferentes.

## Discografía

### Álbumes
- 2003: O te mueves o caducas
- 2005: Infinito
- 2008: Alas en mis pies
- 2019: En grabación

### Colaboraciones
| Año  | Título                                        | Álbum                                   |
| ---- | --------------------------------------------- | --------------------------------------- |
| 2002 | Coros en álbum de Garret Wall                 | Gravity                                 |
| 2004 | "Latido urbano" (Varios artistas)             | Tony Aguilar y amigos                   |
| 2005 | "La noche en que te fuiste"                   | Que te vaya bonito: un tributo a México |
| 2006 | "Y serás canción" (Varios artistas)           | Y serás canción: homenaje a Big Simon   |
| 2006 | "Everest" (Síntesis y Belén Arjona)           | Transparente                            |
| 2007 | "Que más da" (Efecto Mariposa y Belén Arjona) | Vivo en vivo                            |
| 2007 | "Invencible" (Moebio y Belén Arjona)          | Moebio                                  |
| 2008 | "Te perdí" (Iguana Tango y Belén Arjona)      | En vivo... y coleando                   |
| 2008 | "Qué vamos a Hacer" (Skizoo y Belén Arjona)   | La cara oculta                          |
| 2008 | " BSO"                                        | La señora                               |